# Furudono, Fukushima
Furudono (古殿町 Furudono-machi) là thị trấn thuộc huyện Ishikawa, tỉnh Fukushima, Nhật Bản. Tính đến ngày 1 tháng 10 năm 2020, dân số ước tính thị trấn là 4.825 người và mật độ dân số là 30 người/km2. Tổng diện tích thị trấn là 163,3 km2.

## Địa lý

### Đô thị lân cận
- Fukushima
  - Iwaki
  - Ishikawa
  - Hirata
  - Samegawa

### Khí hậu
| Dữ liệu khí hậu của Furudono, Fukushima  | Dữ liệu khí hậu của Furudono, Fukushima | Dữ liệu khí hậu của Furudono, Fukushima | Dữ liệu khí hậu của Furudono, Fukushima | Dữ liệu khí hậu của Furudono, Fukushima | Dữ liệu khí hậu của Furudono, Fukushima | Dữ liệu khí hậu của Furudono, Fukushima | Dữ liệu khí hậu của Furudono, Fukushima | Dữ liệu khí hậu của Furudono, Fukushima | Dữ liệu khí hậu của Furudono, Fukushima | Dữ liệu khí hậu của Furudono, Fukushima | Dữ liệu khí hậu của Furudono, Fukushima | Dữ liệu khí hậu của Furudono, Fukushima | Dữ liệu khí hậu của Furudono, Fukushima |
| Tháng                                    | 1                                       | 2                                       | 3                                       | 4                                       | 5                                       | 6                                       | 7                                       | 8                                       | 9                                       | 10                                      | 11                                      | 12                                      | Năm                                     |
| ---------------------------------------- | --------------------------------------- | --------------------------------------- | --------------------------------------- | --------------------------------------- | --------------------------------------- | --------------------------------------- | --------------------------------------- | --------------------------------------- | --------------------------------------- | --------------------------------------- | --------------------------------------- | --------------------------------------- | --------------------------------------- |
| Cao kỉ lục °C (°F)                       | 15.0 (59.0)                             | 20.3 (68.5)                             | 25.0 (77.0)                             | 28.2 (82.8)                             | 32.3 (90.1)                             | 32.5 (90.5)                             | 34.6 (94.3)                             | 35.8 (96.4)                             | 32.2 (90.0)                             | 27.6 (81.7)                             | 22.2 (72.0)                             | 18.3 (64.9)                             | 35.8 (96.4)                             |
| Trung bình ngày tối đa °C (°F)           | 4.8 (40.6)                              | 5.6 (42.1)                              | 10.6 (51.1)                             | 15.8 (60.4)                             | 21.9 (71.4)                             | 23.7 (74.7)                             | 27.4 (81.3)                             | 29.1 (84.4)                             | 24.6 (76.3)                             | 18.9 (66.0)                             | 13.3 (55.9)                             | 7.3 (45.1)                              | 16.9 (62.4)                             |
| Trung bình ngày °C (°F)                  | −0.5 (31.1)                             | 0.1 (32.2)                              | 4.0 (39.2)                              | 8.8 (47.8)                              | 14.8 (58.6)                             | 17.9 (64.2)                             | 22.0 (71.6)                             | 23.1 (73.6)                             | 18.9 (66.0)                             | 13.0 (55.4)                             | 7.0 (44.6)                              | 1.7 (35.1)                              | 10.9 (51.6)                             |
| Tối thiểu trung bình ngày °C (°F)        | −4.8 (23.4)                             | −4.4 (24.1)                             | −1.4 (29.5)                             | 2.8 (37.0)                              | 8.5 (47.3)                              | 13.6 (56.5)                             | 18.3 (64.9)                             | 19.2 (66.6)                             | 15.0 (59.0)                             | 8.5 (47.3)                              | 2.0 (35.6)                              | −2.7 (27.1)                             | 6.2 (43.2)                              |
| Thấp kỉ lục °C (°F)                      | −13.6 (7.5)                             | −12.7 (9.1)                             | −7.4 (18.7)                             | −4.6 (23.7)                             | −0.6 (30.9)                             | 4.9 (40.8)                              | 12.1 (53.8)                             | 9.5 (49.1)                              | 6.0 (42.8)                              | 0.0 (32.0)                              | −5.9 (21.4)                             | −9.3 (15.3)                             | −13.6 (7.5)                             |
| Lượng Giáng thủy trung bình mm (inches)  | 50.1 (1.97)                             | 40.1 (1.58)                             | 92.2 (3.63)                             | 117.2 (4.61)                            | 108.6 (4.28)                            | 146.2 (5.76)                            | 173.1 (6.81)                            | 165.0 (6.50)                            | 200.1 (7.88)                            | 174.6 (6.87)                            | 54.6 (2.15)                             | 41.4 (1.63)                             | 1.356,9 (53.42)                         |
| Số ngày giáng thủy trung bình (≥ 1.0 mm) | 5.0                                     | 5.3                                     | 7.9                                     | 9.1                                     | 8.7                                     | 11.4                                    | 13.0                                    | 12.1                                    | 12.3                                    | 9.5                                     | 7.0                                     | 5.3                                     | 106.6                                   |
| Nguồn: Cục Khí tượng Nhật Bản            |                                         |                                         |                                         |                                         |                                         |                                         |                                         |                                         |                                         |                                         |                                         |                                         |                                         |

## Giao thông

### Cao tốc/Xa lộ
- Quốc lộ 349